# Yapacana
Yapacana is een geslacht van hooiwagens uit de familie Stygnidae.
De wetenschappelijke naam Yapacana is voor het eerst geldig gepubliceerd door Pinto-da-Rocha in 1997. 

## Soorten
Yapacana is monotypisch en omvat slechts de volgende soort:
- Yapacana tibialis